# Radsia
Radsia is een geslacht van keverslakken uit de familie van de Chitonidae.

## Soorten
- Radsia barnesii (Gray, 1828)
- Radsia goodallii (Broderip in Broderip & Sowerby, 1832)
- Radsia nigrovirescens (Blainville, 1825)
- Radsia sulcatus (Wood, 1815)